# Alojzy Czarnecki (1912–1987)
Alojzy Czarnecki (ur. 26 września 1912 w Nowym Dworze w okolicach Bydgoszczy, zm. 6 października 1987 w Koszalinie) – polski prawnik i sędzia, poseł na Sejm PRL IV, V, VI i VII kadencji (1965–1980). 

## Życiorys
Syn Józefa. W dwudziestoleciu międzywojennym pracował w Urzędzie Miejskim w Inowrocławiu. Po zajęciu Kujaw przez Niemców został wywieziony na roboty przymusowe w Niemczech. W 1945 znalazł się na Pomorzu Zachodnim, gdzie podjął pracę w prokuraturze powiatowej w Koszalinie. W 1950 został naczelnikiem wydziału Prokuratury Wojewódzkiej w Koszalinie. W 1962 ukończył studia prawnicze na Uniwersytecie Warszawskim. Został radnym Wojewódzkiej Rady Narodowej (od 1975 jej wiceprzewodniczącym), a w 1965 posłem na Sejm. Po raz kolejny mandat poselski uzyskiwał w 1969, 1972 i 1976 (każdorazowo z okręgu Koszalin).
Od 1946 członek Stronnictwa Demokratycznego. W 1951 został przewodniczącym Wojewódzkiego Komitetu SD w Koszalinie, a siedem lat później zasiadł w Centralnym Komitecie SD.
Pochowany na cmentarzu komunalnym w Koszalinie.

## Odznaczenia
- Krzyż Komandorski Orderu Odrodzenia Polski
- Krzyż Oficerski Orderu Odrodzenia Polski
- Krzyż Kawalerski Orderu Odrodzenia Polski
- Srebrny Krzyż Zasługi (1954)[2]
- Medal 10-lecia Polski Ludowej (1955)[4]
- Medal 30-lecia Polski Ludowej
- Odznaka 1000-lecia Państwa Polskiego (1966)[5]